# Conozcamos a nuestra patria
Conozcamos a nuestra patria es una película de Argentina producida por Filmoteca Argentina que se estrenó en octubre de 1941.

## Sinopsis
La película fue rodada en la ciudad de Paraná y en las provincias de Jujuy, La Pampa, Misiones y Salta. Es un filme documental sobre paisajes e industrias de Argentina que incluye fragmentos de dos documentales de 1935 de la misma productora: Lagos y nieves de 8 minutos y Armas de la patria. 

## Comentario
El Heraldo del Cinematografista opinó que:

”Si bien resulta interesante …por su valor documental, su contenido patriótico y tradicional, conspira contra su éxito, la extensión y lentitud de algunas escenas”